# Qutb Shahi-dynastin

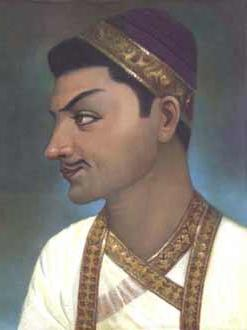
Muhammad Quli Qutb Shah, grundare av Hyderabad

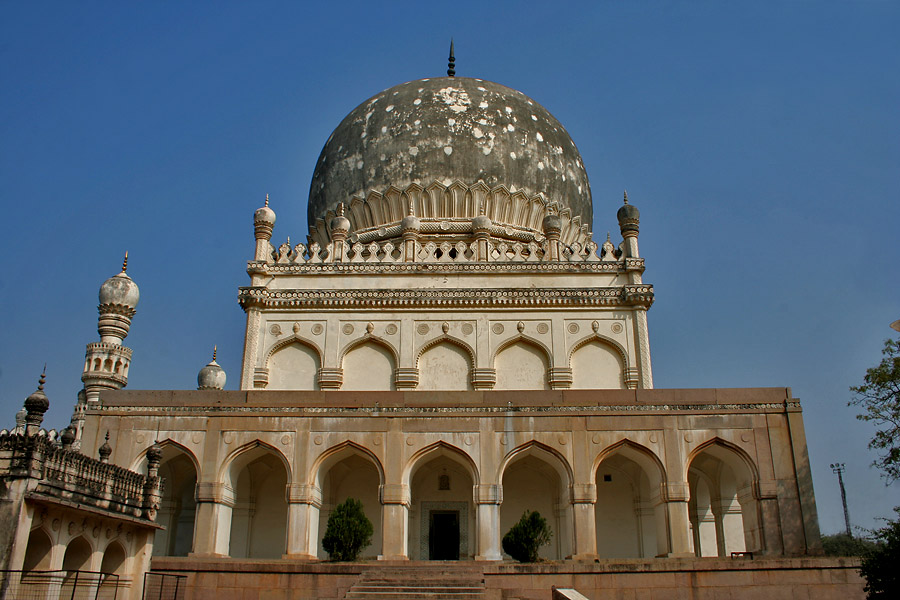
Muhammad Quli Qutb Shahs grav i Hyderabad

Qutb Shahi-dynastin var en oghuzerturkisk dynasti (vars medlemmar också kallades Qutub Shahis). De var den styrande familjen i kungadömet Golkonda i södra Indien 1518-1687. De var shiamuslimer och hörde till Kara Koyunlu. Eftersom Golkonda inte var mäktigt försökte de hålla sig neutrala och undvek varje krigsscenario.
De åtta sultanerna i dynastin var:
1. Sultan Quli Qutb-ul-Mulk (1518 - 1543)
2. Jamsheed Quli Qutb Shah (1543 - 1550)
3. Subhan Quli Qutb Shah (1550)
4. Ibrahim Quli Qutb Shah (1550 - 1580)
5. Muhammad Quli Qutb Shah (1580 - 1611)
6. Sultan Muhammad Qutb Shah (1611 - 1625)
7. Abdullah Qutb Shah (1625 - 1672)
8. Abul Hasan Qutb Shah (1672 - 1687)